# Aphodius merdarius
Aphodius merdarius es una especie de coleóptero de la familia Scarabaeidae.

## Distribución geográfica
Habita en todo el paleártico, excepto Macaronesia.